# Селевк IV Филопатор
Селевк IV Филопатор (др.-греч. Σέλευκος Δ' Φιλοπάτωρ; ок. 217 до н. э. — 175 до н. э.) — царь государства Селевкидов в 187 — 175 до н. э.

## Участие в походах Антиоха Великого
Селевк был вторым сыном Антиоха III Великого. После смерти старшего брата Антиоха, стал наследником отца. Точная дата его рождения неизвестна, однако он должен был уже достичь совершеннолетия к 196 до н. э. В это время он участвовал в малоазийском походе своего отца. Достигнув разрушенной Лисимахии, Антиох оставил Селевка с половиной войск для восстановления города. Антиох планировал сделать из Лисимахии царскую резиденцию для своего сына.
В 190 до н. э. во время Сирийской войны отец оставил Селевка в Эолиде, чтобы он с войском удерживал прибрежные города. Здесь он успешно занял Киму и другие города этого побережья: жители добровольно перешли на его сторону. В то же время Селевк захватил Фокею, которую предательски сдали открывшие ворота часовые, после чего, воспользовавшись отсутствием пергамского царя Евмена, вторгся в его земли и осадил Пергам. Однако, прибывший отряд ахейцев во главе с Диофаном смог в ходе нескольких боёв снять осаду, в результате чего войско Селевка ушло из Пергамских земель.
Во время решающего сражения Сирийской войны — битвы при Магнесии — Селевк командовал левым флангом селевкидской армии, однако, был полностью разбит Атталом и прямо с поля битвы бежал в Апамею Фригийскую. В следующем году после заключения перемирия с Римом Селевк был отправлен отцом в помощь консулу Гнею Манлию. Селевк не только снадбил того крупными запасами зерна, но и принял участие в нескольких стычках с галатами.

## Период правления
После смерти Антиоха Великого в 187 до н. э. Селевк занял трон. Однако, поражение в войне с римлянами и последующее заключение позорного мира, предполагавшего значительные компенсации победителям и территориальные уступки, ослабили государство. Вследствие этого Селевк проводил слабую политику, опасаясь действий со стороны Рима.
В 185 до н. э. его послы, отправленные к Ахейскому союзу, добились возобновления дружественного договора, действовавшего в период правления Антиоха. После этого (вероятно в 181 до н. э.) Селевк собрал значительную армию, которую он собирался отправить в помощь понтийскому царю Фарнаку в войне против Евмена II. Однако, вскоре он изменил своё решение и отозвал войска, опасаясь того, что пересечение Таврских гор римляне могли интерпретировать как акт враждебности. Тем не менее, Селевк, не колеблясь, заключил союзный договор с Персеем Македонским, открыто выступавшим против Рима, и выдал замуж за него свою дочь Лаодику. Незадолго до смерти Селевк, снискав благосклонность римского сената, вызволил своего брата Антиоха из римского плена. Однако, вместо него в Рим был отправлен Деметрий — сын Селевка.
В 175 до н. э. Селевк был убит своим придворным Гелиодором, который намеревался занять трон царства.